# Хигасикудзэ Мититоми
Хигасикудзэ Мититоми (яп. 東久世 通禧, 1 января 1834 — 4 января 1912) — японский государственный деятель, заместитель председателя Тайного совета Японии (1892—1912), заместитель председателя Палаты пэров Японии (1890—1891), камергер Японии (1871—1877), глава Комиссии по колонизации Хоккайдо (1869—1874), губернатор префектуры Канагава (1868), тайный советник (1888—1890), граф (с 1884), заместитель председателя Гэнроина (1882—1888), мастер чайной церемонии.
Другие имена — Такэтэй (竹亭) и Кохокэн (古帆軒).

## Биография
Родился в Киото в семье Хигасикудзэ Митинару (1816—1835). Детское имя Мититоми — Ясумару (保丸). В 1842 году был назначен отиго наследного принца Осахито, и позиционировался как его «школьный друг».
Играл активную роль при императорском дворе в период Бакумацу, выступая за Сонно Дзёи как низкоранговый кугэ. Однако в 1863 году, из-за инцидента 30 сентября, реальная власть в императорском дворе перешла к фракции Кобу гаттай, и Хигасикудзэ бежал на лодке в княжество Тёсю вместе с Сандзё Санэтоми, Сандзёниси Суэтомо, Савой Нобуёси, Мибу Мотосой, Сидзё Такаутой и Нисикикодзи Ёринори. Это событие известно, как «Изгнание семи дворян». В 1864 году Мититоми был переведён из Тёсю в Дадзайфу.
В 1868 году Хигасикудзэ был восстановлен в должности после Указа о реставрации императорского правления. 17 января того же года стал дипломатом, ответственным за первые иностранные дела в правительстве Мэйдзи. После инцидента в Кобэ помогал и консультировал Ито Хиробуми в переписке с зарубежными странами. 11 апреля стал губернатором префектуры Иокогама, а также занимал должность главы городского управления Эдо. Спустя шесть месяцев войны Босин, во время пребывания на посту губернатора, префектура была переименована в префектуру Канагава.
25 августа 1869 года был назначен главой Комиссии по колонизации Хоккайдо. Поскольку его предшественник, Набэсима Наомаса, ушёл в отставку до того, как начал свою деятельность, Мититоми фактически является первым полноценным главой Комиссии по развитию. 21 сентября представители Комиссии вместе с примерно 200 фермерами и рабочими отплыли из Синагавы на британском арендованном судне. 25 сентября того же года команда прибыла в Хакодатэ. В том же месяце Хигасикудзэ было выдано вознаграждение в 1000 коку за вклад в восстановление императорского правления. В следующем году ему удалось урегулировать инцидент с договором Гартнера.
15 октября 1871 года стал камергером, а обязанности главы Комиссии по развитию Хоккайдо стал исполнять его заместитель Курода Киётака. В том же году сопровождал миссию Ивакуры в качестве полномочного представителя. В 1882 году стал заместителем председателя Гэнроина. В 1884 году ему был присвоен титул графа (хакусяку), хотя семья Хигасикудзэ принадлежала классу уринкэ, который изначально является эквивалентом виконту (сисяку), но за достижения Мититоми в реставрации Мэйдзи, он удостоился графского титула. При введении системы кадзоку немногие кугэ получали титул на основании своих достижений, кроме Хигасикудзэ такими были Ивакура Томоми и Сандзё Санэтоми.
В 1888 году Хигасикудзэ Мититоми стал тайным советником, а 24 октября 1890 года был назначен членом Палаты пэров, где являлся заместителем председателя, а в 1892 году стал заместителем председателя Тайного совета.
Хигасикудзэ Мититоми похоронен в токийском храме Тёсэн-ин в районе Мэгуро. Является синтоистским божеством почитаемым в храме Хоккайдо-дзингу в Саппоро.

## Семья
Жена, Курокава Садако (1853—1936), старшая дочь Курокавы Морисады. Приёмный сын, Хигасикудзэ Митики (1850—?), четвертый сын Коги Такэмити. Старший сын, Хигасикудзэ Мититоси (1869—1944), был женат на Хидзикате Тамако, младшей сестре Хидзикаты Хисамото. Второй сын, Хигасикудзэ Такато (1873—1929). Третий сын, Хигасикудзэ Хидэо (1878—1951), барон (дансяку) и член Палаты пэров. Дочь, Хигасикудзэ Митико (1886—1948), до 1920 года жена Ябуки Сёдзо. Четвёртый сын, Такэнокоси Масафуми (1888—1970), приёмный сын Такэнокоси Масаварэ. Пятый сын, Хигасикудзэ Масаэ (1892—1984).

## Награды
- Орден Священного сокровища 1 класса (27 декабря 1889)
- Орден Восходящего солнца 1 класса (28 декабря 1898)